# Gulliver az óriások országában
A Gulliver az óriások országában az 1979-ben készült magyar tévéfilm, a Gulliver a törpék országában című film folytatása, Rajnai András rendezésében, Jonathan Swift regénye nyomán.

## Szereplők
| Színész                                   | Szereplő      |
| ----------------------------------------- | ------------- |
| Kozák András                              | Gulliver      |
| Szokolay Ottó                             | Király        |
| Drahota Andrea                            | Királyné      |
| Szirtes Ági                               | Glumdalclitch |
| Bencze Ferenc                             | Gazda         |
| Fónay Márta                               | Gazdaasszony  |
| Bozóky István                             | Tudósok       |
| Palóczy Frigyes                           | Tudósok       |
| Perédi László                             | Tudósok       |
| Ladik Katalin                             | Udvarhölgyek  |
| Szilágyi Zsuzsa                           | Udvarhölgyek  |
| Sárosi Gábor                              | Matróz        |
| További szereplők                         |               |
| Geréb Attila, Spiegel Annie, Sugár István |               |